# 怒りの逃亡者 RAGE
怒りの逃亡者 RAGE（いかりのとうぼうしゃ レイジ、原題：RAGE）は、1995年のアメリカのアクション映画。監督はジョセフ・メルヒ、出演はゲイリー・ダニエルズほか。
ビデオ発売時のタイトルは「ラン・ダウン/怒りの逃亡者」。

## あらすじ
小学校の生物教師であるアレックスは、娘を送り届けた後に不法移民に車を乗っ取られ、アレックスも不法移民だと勘違いした国境警備隊に捕らえられてしまう。アレックスは研究施設で目を覚ましたが、そこではFBI捜査官バリッシュの元、不法移民に特殊な薬品を投与して獰猛な兵士にする為の実験が行われていた。アレックスは施設から脱走し、バリッシュは彼を追跡する為に警察を使って捜査を開始する。アレックスは警官ケリーとの激しい追跡劇の末に彼を返り討ちにし、バリッシュの一味に軟禁されていた妻子を助け出す。
逃走を続けるアレックスは警官殺しの凶悪犯として報道されてしまうが、TVリポーターのハリーは州知事に事態の深刻さを訴え、アレックスとのインタビュー映像を放映して彼の無実を訴える。それでも彼の嫌疑が晴れる事はなく、しばらく恩師の元に身を隠していたアレックスはバリッシュに真っ向から立ち向かうことを決心し、ハリーの取材に応える。そこへ、事態を察したバリッシュが部下を従えて襲い掛かってくる。
アレックスは部下と死闘を繰り広げるも、バリッシュから銃撃を受け瀕死状態になる。しかし、州知事が上院議員に掛け合った事で捜査は中止となっていた。バリッシュは上院議員が派遣したエージェントによって銃殺され、アレックスは間一髪のところで生き延びる事ができた。

## キャスト
| 役名                 | 俳優                         | 日本語吹き替え | 日本語吹き替え |
| 役名                 | 俳優                         | VHS版          | テレビ東京版   |
| -------------------- | ---------------------------- | -------------- | -------------- |
| アレックス・ゲイナー | ゲイリー・ダニエルズ         | 高野拳磁       | 平田広明       |
| ハリー               | ケネス・タイガー             | 大木民夫       | 佐々木梅治     |
| メアリー             | フィオナ・ハッチソン         | 冬馬由美       | 鈴鹿千春       |
| ボビー               | ジリアン・マックワーター     | 中澤やよい     | 山像かおり     |
| グリッグス           | ピーター・ジェイソン         | 秋元羊介       |                |
| 副知事               | マーク・メトカーフ           | 梅津秀行       |                |
| バリッシュ           | ティム・コルセン             | 稲葉実         | 千田光男       |
| ケリー               | デイブ・パウレッジ           | 仲野裕         |                |
| キャシー・ケイ       | ドーレン・ファイン           | 久川綾         | 藤枝成子       |
| 知事                 | デイブ・アランダ・リチャーズ | 伊藤和晃       |                |

- テレビ東京版：初回放送1997年9月18日『木曜洋画劇場』